# CA-36

Mapa de la CA-36

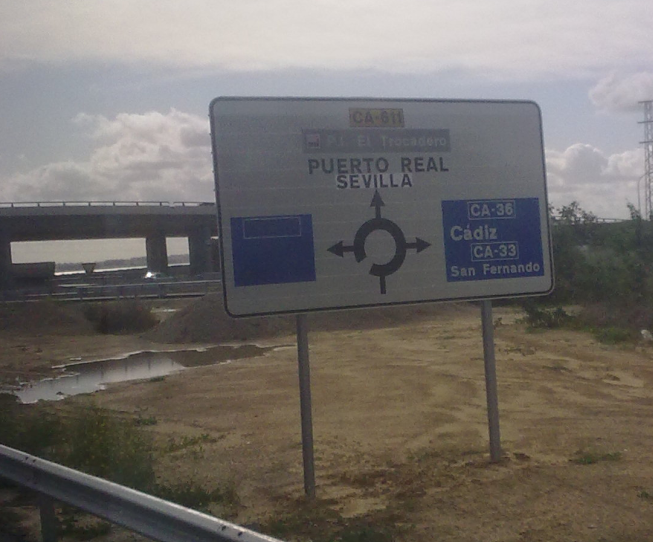
A la altura del cruce de la carretera de la Barriada del Río San Pedro en Puerto Real

La CA-36 es una autovía urbana conocida como Acceso a Cádiz por el Puente José León de Carranza que tiene una longitud de 5,5 kilómetros y que conecta la CA-35 en la barriada del Río San Pedro con la ciudad de Cádiz por el sur a través del Puente José León de Carranza que cruza la Bahía de Cádiz. Es una de los tres accesos terrestres que tiene la capital gaditana. Consta unos 2 carriles por sentido de autovía hasta la entrada del Puente José León de Carranza que le reduce a 1 carril por sentido (carretera convencional) con 1 carril reversible. A la salida del puente, reduce a 1 carril por sentido como carretera convencional hasta la entrada en la ciudad.
El trozo de vía se construyó en 1969 junto con el Puente José León de Carranza como la carretera nacional N-443, que además se extendía hasta Puerto Real. En la inauguración, el puente era de peaje y hasta el año 1982, había suprimido y se liberó el acceso al puente. En 2008 se cambia la denominación para asignar el tramo de autovía de aproximación al puente CA-36.
Tras la inauguración del Puente de la Constitución de 1812 esta autovía se convierte en el acceso sur a Cádiz. El tramo de carretera nacional N-443 con el que se marcaba el puente también quedó bajo la misma denominación CA-36 hasta la entrada en la ciudad.

## Tramos
| Denominación | Tramo | Kilómetros  | Año servicio                                                                |
| ------------ | --- | ----------- | --------------------------------------------------------------------------- |
| CA-36        | San Pedro CA-35 - Puente José León de Carranza Tramo original Tramo ampliado Nudo original de San Pedro CA-35 Remodelación Nudo de San Pedro CA-35 Enlace al Puente de la Constitución de 1812 CA-35 | 1,3 - -     | 1 carril por sentido: 1969 2 carriles por sentido: 2008 1979 2013 2015      |
| CA-36        | Puente José León de Carranza Tramo original Supresión de peaje Tramo ampliado con carril reversible | 1,4 - 1,4   | 1 carril por sentido: 1969 1982 2007                                        |
| CA-36        | Puente José León de Carranza - Cádiz Sur CA-33 Tramo original: Puente José León de Carranza - Cádiz Sur CA-33 Tramo ampliado (sentido Oeste): Puente José León de Carranza - Enlace de Av. Alcalde Sánchez Cossío Glorieta de la Zona Franca Nudo original de La Cortadura Remodelación Nudo de La Cortadura | 1,6 0,9 - - | 1 carril por sentido: 1969 2 carriles de único sentido: 2007 2004 1969 1996 |

## Trazado
| Velocidad | Esquema | Carriles | Salida | Sentido Cádiz (CA-33)                                                  | Sentido Río San Pedro (CA-35)                                                       | Carriles | Carretera | Notas |
| --------- | ------- | -------- | ------ | ---------------------------------------------------------------------- | ----------------------------------------------------------------------------------- | -------- | --------- | ----- |
|           |         |          |        | CA-36 Cádiz                                                            | CA-35 E-5 AP-4 Jerez de la Frontera Sevilla A-4 Jerez de la Frontera A-48 Algeciras |          | CA-35     |       |
|           |         |          | 0      | Bda. Río San Pedro zona industrial La Cabezuela Campus Univ. Pto. Real | Bda. Río San Pedro zona industrial La Cabezuela Campus Univ. Pto. Real              |          |           |       |
|           |         |          |        | Sin enlaces                                                            | Sin enlaces                                                                         |          |           |       |
|           |         |          |        | Puente móvil Puente José León de Carranza 1400 metros                  | Puente móvil Puente José León de Carranza 1400 metros                               |          |           |       |
|           |         |          |        | zona franca (norte) Club Náutico Elcano                                | zona franca (norte) Club Náutico Elcano cambio de sentido                           |          |           |       |
|           |         |          |        | zona franca E-5 A-48 Algeciras CA-33 San Fernando                      | zona franca                                                                         |          |           |       |
|           |         |          |        | Avenida Periodista Beatriz Cienfuegos                                  | CA-36 Puerto Real Sevilla                                                           |          | CA-33     |       |